# Auguste Nélaton

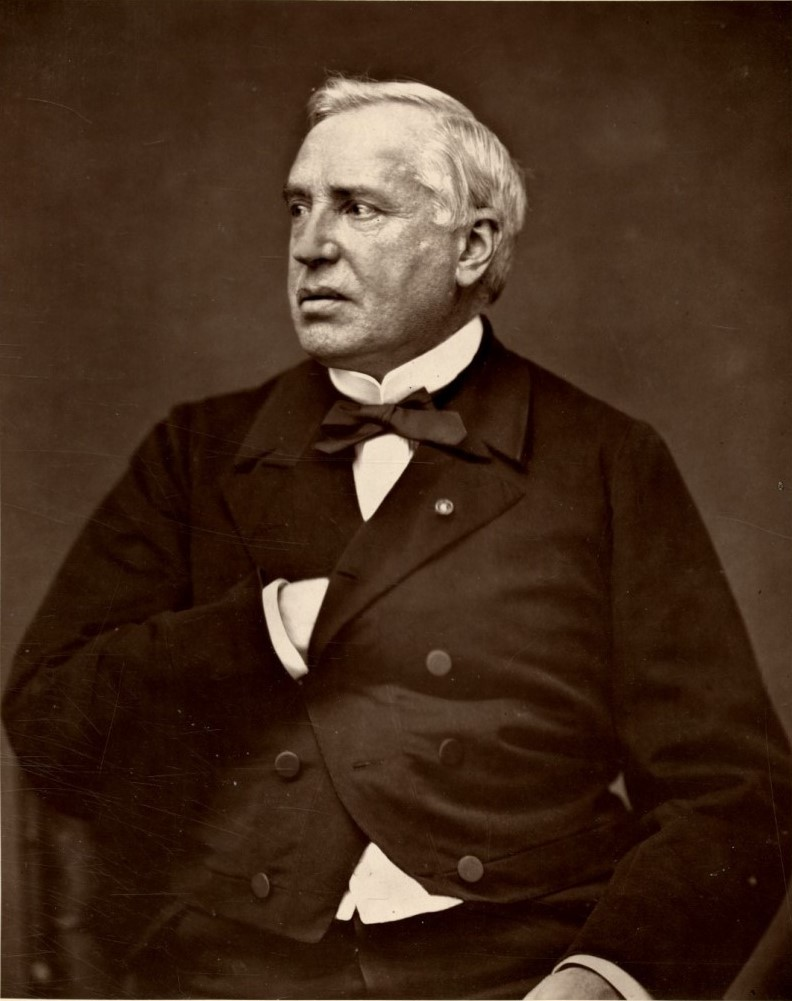
Auguste Nélaton

Auguste Nélaton, född 17 juni 1807 i Paris, död 21 september 1873, var en fransk kirurg.
Nélaton blev 1836 medicine doktor och 1839 agrégé samt var 1851-67 professor i kirurgi i Paris. År 1868 utnämndes han till fransk senator. Han var en framstående lärare och operatör och hans diagnos och behandling var moget övertänkta samt grundade på utomordentligt stor erfarenhet och strängt vetenskaplig metod och ansågs i sin krafts dagar med rätta som Frankrikes förnämste kirurg.
Han skrev ett mindre antal arbeten, däribland Traité des tumeurs de la mamelle (1839) och Élements de pathologie chirurgicale (fem band, 1844-60; band 5 är författat av Jamain; andra upplagan i sex band 1868-85). Till hans mest framstående förtjänster inom kirurgin hör underbindningen av bägge artärändarna vid primära och sekundära blödningar, studiet av polyper i näsan, den närmare undersökningen av hematocele retrouterina, hans plastiska operationer, användningen av direkt kompression vid aneurysma varicosum, hans modifikation av stensnittet, hans behandling av tarmocklusion genom enterotomi.
Nélaton blev medlem av Franska vetenskapsakademin 1867 och blev samma år invald som utländsk ledamot av Kungliga Vetenskapsakademien.